# Orosí
L'Orosi és un volcà inactiu de Costa Rica, situat a la Cordillera de Guanacaste prop de la frontera amb Nicaragua. L'àrea propera al volcà atrau molts  ecoturistes, a causa de la seva biodiversitat (que inclou el Parc Nacional Guanacaste).
El "Volcà Orosí" en si mateix té una forma cònica vista des del nord o l'oest, però els seus flancs estan molt erosionats. El complex inclou Orosí, Orosilito, Volcà Pedregal i Cacao. El cim més alt del complex volcànic és el Volcà Cacao a 1.659 m d'alçada, a 5,5 km al sud-est d'Orosí. Es van informar d'erupcions històriques a Orosí els anys 1844 i 1849, però fins i tot en el moment de les primeres observacions vulcanològiques a finals del segle XIX, Orosí estava cobert de grans arbres, i les erupcions poden haver estat en realitat del veí Rincón de la Vieja.
No ha registrat activitat eruptiva des de l'època precolonial. S'estima que la seva última erupció va succeir l'any 3500 aC aproximadament.
A la base del volcà es troba l'estació biològica Maritza, que investiga la biologia aquàtica, la qual fou fundada conjuntament amb el Centre Stroud de Recerca de l'Aigua, de l'Acadèmia de Ciències Naturals de Filadèlfia.
No s'ha de confondre el nom d'aquest volcà Orosí, que és una paraula amb la tònica aguda, amb el del poble d'Orosi, paraula en què la tònica és plana. Atès que segons recents investigacions l'idioma chorotega sembla haver estat trivocàlic i no haver comptat amb la lletra o, és possible que el nom original del rei i del volcà hagi estatUrusí.